# Опішнянська кераміка (монета)
«Опішня́нська кера́міка» — пам'ятна монета номіналом 5 гривень, випущена Національним банком України, присвячена традиційному гончарному мистецтву, що сформувалося в селищі Опішня на Полтавщині і бере свій початок ще з XVII століття. Опішнянська кераміка стала знаковим явищем національної культури — як у мистецькому, так і в етнографічному вимірах. Вона поєднує глибоку художню самобутність і витончену техніку виконання, які протягом століть зберігаються та передаються від покоління до покоління. У 2012 році опішнянська кераміка була внесена до Національного переліку елементів нематеріальної культурної спадщини України.
Монету введено в обіг 5 серпня 2025 року. Вона належить до серії «Українська спадщина».

## Опис монети та характеристики
| Номінал грн | Метал      | Маса, г | Діаметр, мм | Якість виготовлення       | Гурт     | Тираж, штук |
| ----------- | ---------- | ------- | ----------- | ------------------------- | -------- | ----------- |
| 5           | нейзильбер | 16,54   | 35,0        | спеціальний анциркулейтед | рифлений | 50 000      |

### Аверс

Експонат у музеї українського гончарства в Опішні

На аверсі монети в центрі композиції зображено зооморфну скульптуру «Лев» авторства Василя Омеляненка (елемент оздоблення — кольоровий друк). Обабіч скульптури розміщено фрагменти характерного наліпного декору зооморфної скульптури. Праворуч — малий Державний Герб України, рік карбування «2025», напис «УКРАЇНА», номінал «5» та графічний знак гривні, а також логотип Банкнотно-монетного двору Національного банку України.

### Реверс
На реверсі монети представлена стилізована композиція, сформована з елементів традиційного орнаментального декору опішнянських глиняних виробів, зокрема тарелей — справжніх перлин українського народного мистецтва, які ніби виходять за межі однієї з них. У верхній частині монети — напис «ОПІШНЯНСЬКА КЕРАМІКА».

Весь тираж було випущено у сувенірних упаковках
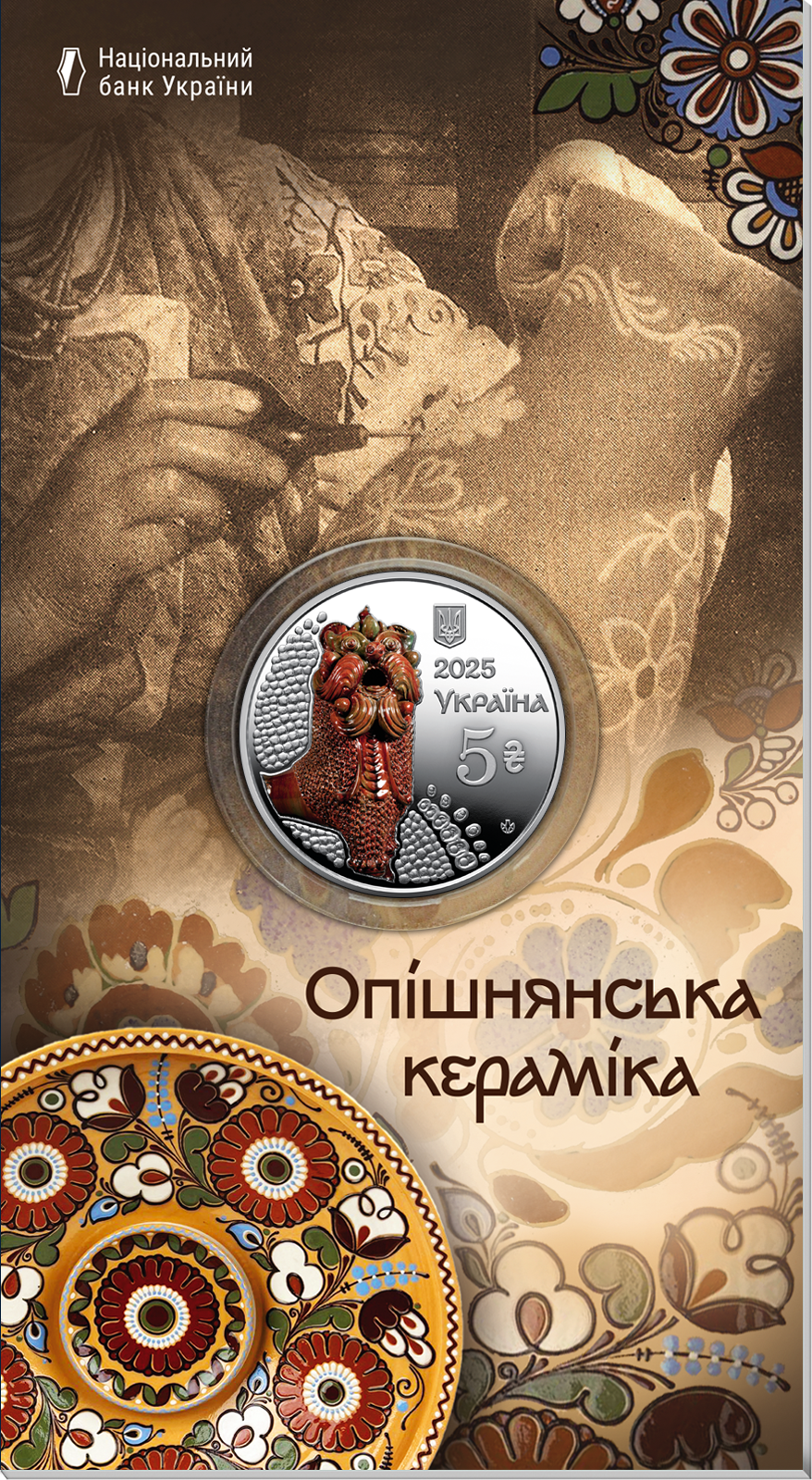
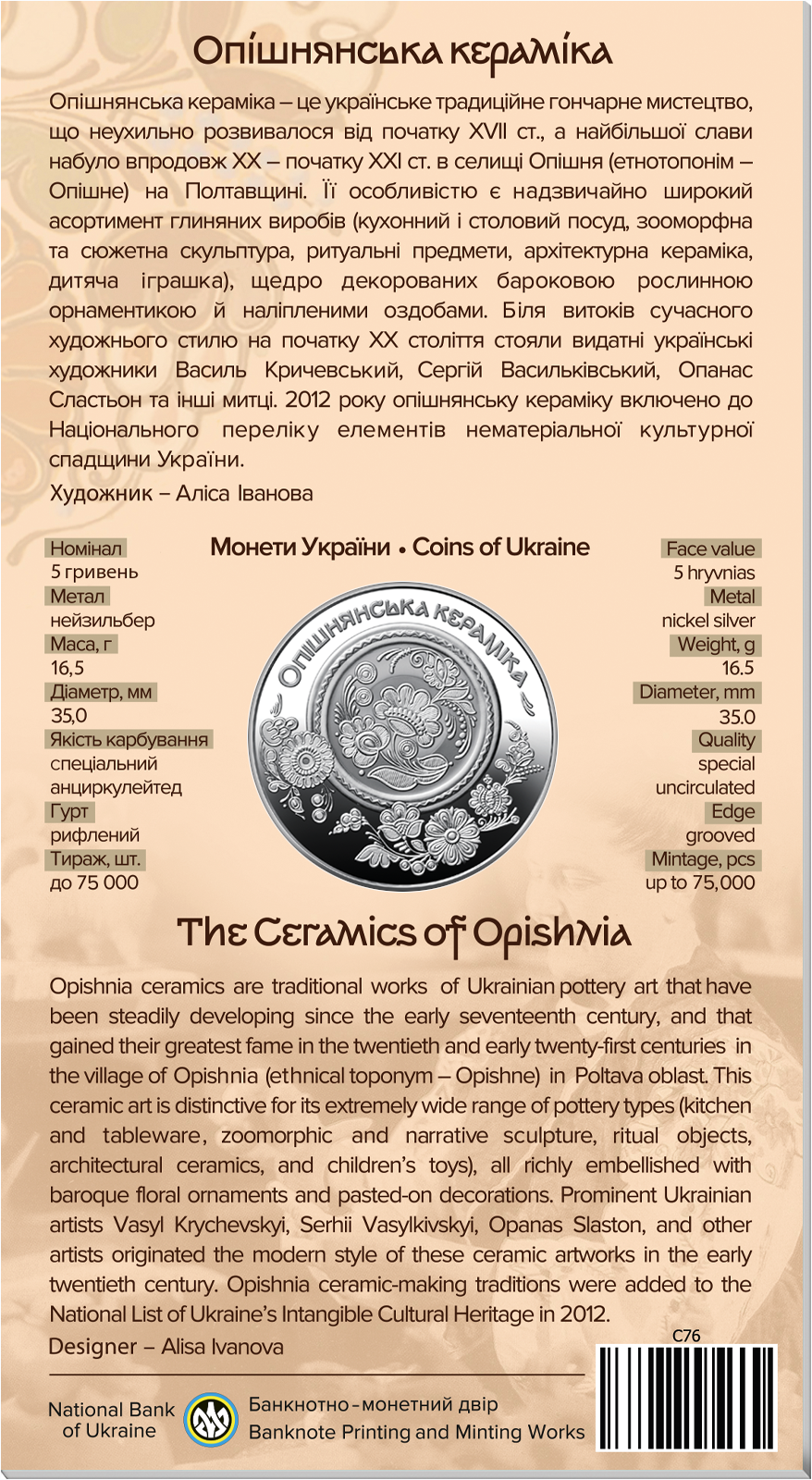

## Автори
- Художник — Аліса Іванова.
- Скульптори: Анатолій Демяненко, Володимир Дем'яненко.

## Вартість монети
Під час введення монети в обіг 2025 року, Національний банк України реалізовував монету за ціною 195 гривень. Продаж монети в інтернет-магазині НБУ відбувся 6 та 12 серпня 2025 року.
Фактична приблизна вартість монети, з роками змінювалася так:
| Рік       | 2026 | 2027 | 2028 |
| --------- | ---- | ---- | ---- |
| Ціна, грн |      |      |      |